# Alison Sudol
Alison Sudol (sinh ngày 23 tháng 12 năm 1984), thường được biết tới với tên A Fine Frenzy (trước đó là Alison Monro), là một ca sĩ alternative, nhạc sĩ và nghệ sĩ piano người Mỹ. Album đầu tiên của cô, One Cell in the Sea, được phát hành vào ngày 17 tháng 7 năm 2007 và giành được vị trí 91 trên bảng xếp hạng Billboard 200. đồng thời cũng xuất hiện trên nhiều bảng xếp hạng của các nước như Đức, Úc, Ba Lan, Pháp, Thụy Sĩ. Các tác phẩm của cô cũng xuất hiện trong nhiều show truyền hình và là soundtrack trong nhiều bộ phim như: Sleepwalking, Dan in Real Life,...

## Tiểu sử

### Những năm đầu đời
Sinh ra tại Seattle, Washington(cha mẹ cô là giáo viên môn nghệ thuật trừu tượng), Sudol và mẹ cô chuyển tới Los Angeles khi cô được 5 tuổi sau khi cha mẹ cô ly dị. Cô thường không gặp cha mình- John Sudol- khi còn nhỏ. Cô và mẹ thường xuyên di chuyển khắp thành phố và cô cũng thường nghe nhiều thể loại nhạc bao gồm các ca sĩ như Aretha Franklin, Ella Fitzgerald, và cả nhạc swing.
Sudol tốt nghiệp cấp 3 khi mới tuổi 16 và tự nhận xét mình là 1 người" nhàm chán, ít giao tiếp và khá trầm tính ". Cô đã không uống rượu hay hút thuốc hay làm bất cứ điều gì tương tự vậy. Cô nói trong 1 cuộc phỏng vấn: " Tôi đã rất lo lắng về việc vào đại học khi mình như vậy và còn trẻ quá. Tôi tính mình sẽ phải mất 2 năm và cố gắng tìm ra mình sẽ làm với âm nhạc, và khi tôi 18 tôi đã chìm đắm trong nó mà không muốn dừng lại." Ở tuổi 18, Sudol đã bắt đầu thành lập ban nhạc đầu tiên của mình, Monro.
Sudol có một niềm đam mê văn học mạnh mẽ và thường tự đắm mình trong các tác phẩm của C. S. Lewis, E. B. White, Lewis Carroll, Anthony Trollope, và Charles Dickens. Nghệ danh của cô, "A Fine Frenzy", được lấy từ 1 câu trong vở kịch "Giấc Mộng Đêm Hè" của William Shakespeare(Theseus, Hồi 5, cảnh 1: "The poet's eye, in a fine frenzy rolling, doth glance from heaven to earth, from earth to heaven"). Sau khi tự học piano cô bắt đầu tự sáng tác nhạc.
Một đoạn nhạc demo ngắn mà cô đã gửi đi đã nhận được sự chú ý của Jason Flom(hãng đĩa EMI), người đã ký hợp đồng với cô sau khi ông viếng thăm nhà cô và lắng nghe cô chơi nhạc."

### Sự nghiệp âm nhạc

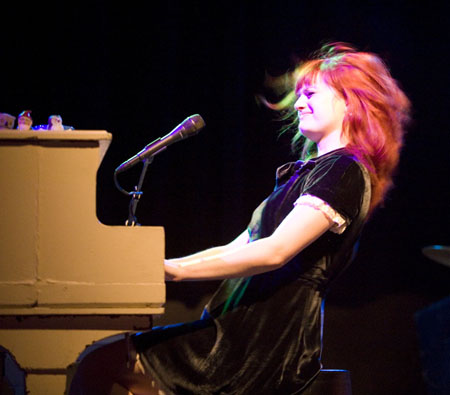
Sudol đang chơi piano

Tháng 3 năm 2007, Sudol xuất hiện tại South by SouthWest Music Festival(SXSW) biểu diễn mở màn cho band nhạc The Stooges. Một thời gian ngắn sau đó album đầu tiên của cô, One Cell in the Sea, được phát hành và nhận được nhiều đánh giá tích cực. Đĩa đơn đầu tiên, "Almost Lover", giành được vị trí 25 trên bảng xếp hạng Billboard's Hot Adult Contemporary Tracks. Giữa năm đó cô được mời làm ca sĩ mở màn cho tour diễn của ca sĩ Rufus Wainwright. Vào tháng 3 và 4 năm 2008, Sudol bắt đầu tour diễn của riêng mình tại Mỹ và Canada, và trong tháng 4 cô đi tour tại pháp, Bỉ, Đức và Thụy Sĩ. Tháng 10 năm 2008, cô được chọn là nghệ sĩ biểu diễn đêm mở màn cho 'New Pop Festival' được tổ chức bởi đài truyền hình Đức SWR3. Cô trở lại Đức, Úc và Thụy Sĩ trong 1 tour diễn tháng 11 năm 2008, và chơi tại 'Super Bock em Stock' festival tại Bồ Đào Nha tháng 12 năm 2008.
Ca khúc "You Picked Me" của cô được giới thiêu trên iTunes với tư cách "Ca khúc của tuần" vào ngày 14 tháng 8 năm 2007, và VH1 giới thiệu cô là một trong những nghệ sĩ "Bạn phải biết". Ngoài ra tháng 10 năm 2008, "You Picked Me" được chọn làm nhạc nền cho SIC, 1 chương trình TV của Bồ Đào Nha.
One Cell in the Sea đã bán được hơn 300,000 bản. Năm 2008,Album được phát hành tại Đức, Úc, Thụy Sĩ và Ba Lan. Tại Mỗi nước album đều chiếm được vị trí trong top 30, với single, "Almost Lover," chiếm vị trí số 8 tại Đức, số 10 tại Thụy Sĩ và số 5 tại Úc.
Album thứ hai của cô, Bomb in a Birdcage, được phát hành ngày 8 tháng 9 năm 2009. Single thứ nhất, "Blow Away", được phát hành ngày 17 tháng 7 năm 2009, tiếp theo là 2 single nữa, "Happier" và "Electric Twist".
Tháng 11 năm 2010, Sudol thông báo trên Twitter rằng cô rất phấn khích khi bắt đầu làm việc để cho ra album thứ ba của mình.. Vào tháng 4 năm 2012 trong số phát hành của tạp chí Lucky, Sudol đã tiết lộ tên của album mới sẽ là Pines. Ngày mùng 9 tháng 10, album chính thức được phát hành sau một thời gian bị trì hoãn. Cùng với Pines, Sudol cũng phát hành 1 phim hoạt hình ngắn và 1 cuốn sách minh họa bởi Jen Lobo.

## Danh sách album

### Album phòng thu
- One Cell in the Sea (2007)
- Bomb in a Birdcage (2009)
- Pines (2012)

### Album khác
- A Fine Frenzy Live at the House of Blues Chicago (2009), (iTunes exclusive)

### EPs
- Demo - EP (2006): "Rangers", "Almost Lover", "The Well"
- Live Session (iTunes Exclusive) - EP (2007): "Almost Lover", "The Minnow & the Trout", "Borrowed Time", "Last of Days"
- Come On, Come Out  (2008), Germany: "Come On, Come Out" + Nachtwandler Protone Mix, "Love Sick", "Devil's Trade"
- Oh Blue Christmas (2009), (iTunes/Target exclusive): "Blue Christmas", "Winter Wonderland", "Winter White", "Christmas Time is Here", "Wish You Well", "Red Ribbon Foxes"

### Đĩa đơn
- "Almost Lover" (2007),
- "Rangers" (2007)
- "Come On, Come Out" (2008),
- "Blow Away" (2009),
- "Happier" (2009),
- "Electric Twist" (2010),
- "Now Is The Start" (2012),

### Nhạc phim
- Dan in Real Life (2007): "Fever"
- Sleepwalking (2008): "Come On, Come Out"
- The Vampire Diaries (2010): "Ashes and Wine," "Stood Up," "All You Wanted" (with Sounds Under Radio)
- Monte Carlo (2011): "Blow Away"
- The Lucky One (2012): "What I Wouldn't Do"
- What to Expect When You're Expecting (2012): "Now Is The Start"